# الوزيرية
الوزيرية منطقة تقع في شمال مدينة بغداد، وإلى الجنوب من منطقة الأعظمية ، قرب منطقة الكسرة وهي تتبع قضاء الأعظمية من الناحية الإدارية.

## أصل التسمية
نسبة إلى والي بغداد العثماني رشيد باشا الكوزلكلي الذي حكم بغداد ما بين 1851 حتى 1856، وكان لقبهُ الوزير، وكانت تسمى بالمشيرية سابقاً.

## موقع الحي
حي الوزيرية على هيئة المثلث وهي تقع شرق شارع ابي طالب وغرب شارع صفي الدين الحلي وجنوب حي القاهرة ومجاورة لمنطقة الكسرة وتقع فيها عدة مدارس مشهورة في بغداد مثل المدرسة المأمونية والتي درس فيها الملك فيصل الثاني. وكلية الفنون الجميلة التي ما زالت قائمة وتستقبل دارسي المسرح والسينما والفنون التشكيلية.

## سكان الحي
من ابرز من سكن الحي هو نوري السعيد قبل أن ينتقل إلى كرادة مريم، وأصبح داره مقراً للسفارة المصرية ثم إلى أكاديمية الفنون الجميلة. والسياسي العراقي ياسين الهاشمي، رئيس وزراء في العهد الملكي، شهد بيته عمليات تأجير لجهات أجنبية استخدمته كسفارات، كما تم تأجيره من قبل الورثة إلى نقابة الصحفيين العراقيين ليكون نادياً اجتماعياً للصحفيين لغاية عام 2003. وسكن الوزيرية جعفر العسكري، وزير الدفاع ومؤسس الجيش العراقي، ثم ورث بيته نجله نزار جعفر العسكري وزوجته سلوى بنت ساطع الحصري. كما سكن الوزيرية الشاعر العراقي جميل صدقي الزهاوي عام 1937، وسكن المنزل لاحقا خالد الزهاوي، متصرف لواء بغداد، وفي عام 1971 ولغاية عام 1986 تم استئجار البيت ليكون معهد الدراسات الموسيقية (النغمية). ومن الشخصيات البارزة التي سكنت في الوزيرية: محمد نجيب الربيعي، رئيس مجلس الرئاسة في العهد الجمهوري، والضباط ناظم الطبقجلي، صلاح الدين الصباغ، فهمي سعيد، ومحمود سلمان. والفنان التشكيلي جواد سليم وشقيقته نزيهة سليم حيث كان بيتهم قريباً من أكاديمية الفنون الجميلة، والشاعر محمد مهدي البصير.